# Carrera de marea

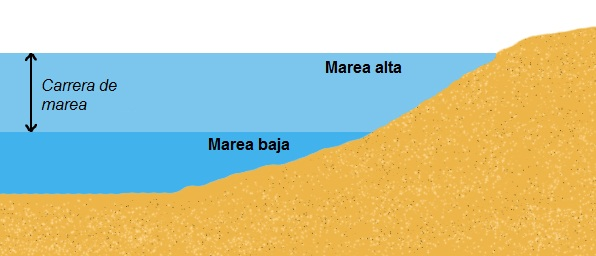
La carrera de marea es la diferencia entre marea alta y baja.

La carrera de marea (o amplitud de marea) es la diferencia vertical entre la marea alta y la marea baja. Las mareas son el ascenso y caída de los niveles del mar provocado por el efecto de las fuerzas gravitatorias ejercidas por la Luna, el Sol y la rotación de la Tierra. La carrera de marea no es constante, y sus cambios dependen del lugar en el que se encuentren el Sol y la Luna.
Las carreras de marea más extremas acontecen en los periodos de luna llena y luna nueva, cuando las fuerzas gravitatorias del Sol y la Luna se refuerzan mutuamente en la misma dirección (Luna nueva) o en dirección opuesta (Luna llena). A este tipo de marea se le conoce como marea viva.

## Valores típicos
La carrera de marea típica en el océano abierto ronda los 0,6 metros. Cerca de la costa es mucho mayor. Las carreras de marea costeras varían a lo largo del globo y van desde prácticamente cero hasta más de 11 metros. El rango exacto depende del volumen de agua que hay junto a la costa y de la geografía de la cuenca en cuestión. Los grandes cuerpos de agua tienen carreras más amplias. La geografía puede servir como canalizador que amplifica o dispersa la marea y su amplitud. Las mayores carreras de marea del mundo se producen en la Bahía de Fundy, en la costa atlántica de Canadá. Llegan a sobrepasar los 16 metros de diferencia vertical. En las costas atlánticas de Europa occidental también se producen carreras de marea muy amplias, así como en la costa pacífica de Centroamérica, en el noroeste de Australia y en las costas de la Patagonia. Las menores carreras de marea se dan en mares cerrados como el Mediterráneo, el Caribe o el mar del Japón.

## Clasificación
La carrera de marea se clasifica del siguiente modo: 
- Micromareal, cuando la carrera es menor a 2 metros.
- Mesomareal, cuando la carrera va de los 2 a los 4 metros.
- Macromareal, cuando la carrera es superior a los 4 metros.